# Arrondissement de Miragoâne
Arrondissement de Miragoâne (franska: Miragoâne) är ett arrondissement i Haiti.   Det ligger i departementet Nippes, i den sydvästra delen av landet, 90 km väster om huvudstaden Port-au-Prince.
Arrondissement de Miragoâne delas in i:
- Petite-Rivière-de-Nippes
- Miragoâne
- Fonds-des-Nègres
- Paillant